# Френска гимназия
Френската гимназия, съкратено ФЕГ, е езикова гимназия в България, в която се преподава на френски език.

## Гимназии
София
- 9 френска езикова гимназия „Алфонс дьо Ламартин“, осн. 1961 г.
- 31 СУЧЕМ „Иван Вазов“ („Бастилията“)

Пловдив
- Френска езикова гимназия „Антоан дьо Сент-Екзюпери“

Варна
- Четвърта езикова гимназия „Фредерик Жолио-Кюри“

## Други
„Френската гимназия“ е чалга песен на Слави Трифонов.